# فرانك بوتير
فرانك بوتير (بالإنجليزية: Frank Potter)‏ هو محامي وسياسي أسترالي، ولد في 12 يونيو 1919، وتوفي في 26 فبراير 1978. انتخب عضو مجلس جنوب أستراليا التشريعي وقد انضم خلال فترته النيابية ‏ (12 يوليو 1975 – 26 فبراير 1978)  للكتلة البرلمانية حزب أستراليا الليبرالي (فرع جنوب أستراليا) ‏ وفي 1959 South Australian state election ‏، انتخب عضو مجلس جنوب أستراليا التشريعي عن دائرة Central District No. 2 (South Australian Legislative Council) ‏ وقد انضم خلال فترته النيابية ‏ (7 مارس 1959 – 11 يوليو 1975)  للكتلة البرلمانية تحالف الليبرالية والريفي.